# Rohania
Rohania là một chi bọ cánh cứng trong họ Chrysomelidae.
Chi này được miêu tả khoa học năm 1921 bởi Laboissiere.

## Các loài
Các loài trong chi này gồm:
- Rohania aenea Laboissiere, 1940
- Rohania apicalis Laboissiere, 1921
- Rohania femoralis Laboissiere, 1940
- Rohania flavipennis Laboissiere, 1939
- Rohania ruwemsorica (Weise, 1913)
- Rohania vulcanica (Weise, 1913)